# Nauris Miezis
Nauris Miezis, né le 31 mars 1991 à Ķekava, est un joueur letton professionnel de basket à trois.
Il a joué pour le club de BK Barons pour les saisons 2012-2013 et 2014-2015. Il intègre l'équipe lettone espoirs puis se tourne vers l'équipe masculine de basket-ball 3×3.
En équipe nationale, il contribue aux succès aux championnats d'Europe (l'or en 2017, l'argent en 2018) et du monde (l'argent en 2019).
Pour les Jeux olympiques d'été de 2020, il participe au premier tournoi 3×3 olympique, il est associé à Edgars Krūmiņš, Kārlis Lasmanis et Agnis Čavars ; ils finissent troisième de la phase de qualification et dans la phase finale ils battent successivement les Japonais en quart-de-finale, les Belges en demi-finale et les Russes (21-18 pour la finale).
Le 15 juillet 2024, il est nommé porte-drapeau de la délégation lettonne aux Jeux olympiques d'été de 2024 aux côtés de la joueuse de beach-volley Tīna Graudiņa (en).